# Coone
Coone (właściwie Koen Bauweraerts; ur. 30 maja 1983) – belgijski DJ i producent muzyki hardstyle. Posiada własną wytwórnię Dirty Workz.

## Single
- DJ Coone - Protect The Innocent (2002)
- DJ Coone - And The Beat Goes On (2003)
- DJ Coone - The Name Of My DJ (2003)
- DJ Coone - Getting Down (2005)
- DJ Coone - Love / Nord Station (2005)
- Coone - Cracked / Life Is Complex (2006)
- DJ Coone - Gonna Cum EP (2006)
- FVL - Violin De La Nuit - Violin De La Nuit (wyk. Mr. Pink / DJ Coone, 2006)
- DJ Coone - Infected (Reverze Anthem) (2006)
- Coone & Ghost - Pitch Up (2006)
- Coone - Bounce On Ya Sneakerz / Keep It Whoat (2007)
- Coone - The Chosen One (2007)
- Coone - The Return (Remixes) (2007)
- Coone Feat. Mr Ice - Words From The Gang (2007)
- Justin Tenzz - Electric Housecleaner (2007)
- Coone - Doggystyle / Gonna Cum (Ronald-V Remix) (2008)
- Coone & Ruthless - We Don't Care (2008)
- Coone - Xpress Yourself / My Dirty Workz (2008)
- Coone - Feelings In My Head (2008)
- Coone - Throw Ya Handz / Twilight Zone (2010)
- Coone / Coone & Ruthless - A Million Miles / D.E.N.S. (2010)
- Coone - The Undefeated (2010)
- Coone - Starf*ckers / Fearless (2010)
- Psyko Punkz vs. Coone - Dirty Soundz (Ra-Ta-Ta) (2010)

## Albumy[1]
- Coone - My Dirty Workz (2008)
- Coone - Dirty Workz Deluxe (2009)
- Coone - The Challenge (2011)
- Coone - Global Dedication (2013)
- Coone - Less Is More (2016)
- Coone - Trip To Tomorrow (2018)
- Coone - This Is Coone 2018-2019 (2019)
- Coone - Loyalty Is Everything (2020)